# 保温調理鍋
保温調理鍋（ほおんちょうりなべ）は、早稲田大学の小林寛教授（当時）により命名された鍋。当初は同氏が開発した「はかせ鍋」を指していたが、現在は、後発の様々なタイプの保温鍋に対しても広く使われている。元祖と言うべき「はかせ鍋」は、鍋本体の外側に「スカート」と呼ばれる着脱可能なリングをはめ、保温効果と共に、加熱時の熱効率を高める工夫を施している。一方、「シャトルシェフ」などの魔法瓶タイプの鍋は、断熱性の蓋のついたステンレス製保温容器（魔法瓶）の中に金属製の鍋をいれた構造になっている。いずれも、鍋の中身が沸騰した後に火から降ろし、その高い保温力で煮熟を進めて調理する。長時間の煮込みを行う際に継続的な加熱を要しないため、安全で光熱費の節約につながる利点がある。また煮物においては、3 - 4分に温度が1℃下がる時、味の染み込みが大きくなる（ソレー効果）ため、短時間で美味しく仕上がるメリットもある。
このように優れた特徴を持つ調理器具であるが、温度勾配が緩やかであるため、細菌が増殖しやすい40℃前後の通過にも時間がかかる。それゆえ、一度中身を掻き混ぜた後に長く保温する場合は、軽く再加熱して滅菌しておくとよい。